# Place Goldoni
La place Goldoni est une voie située dans le quartier Bonne-Nouvelle du 2e arrondissement de Paris.

## Origine du nom
Cette place a été nommée en mémoire du dramaturge italien Carlo Goldoni (1707-1793), qui mourut à Paris le 6 février 1793 dans la maison dont l’adresse actuelle est au 21, rue Dussoubs.

## Historique
La place Goldoni a été dénommée par l’arrêté du 17 janvier 1994.

## Bâtiments remarquables et lieux de mémoire
La Place des enfants est une œuvre de l’artiste belge Patrick Corillon, créée en 2006, et consistant en un bas-relief d’acier situé contre le mur aveugle d’un immeuble de la place Goldoni, mur faisant face à l’école primaire du 12, rue Dussoubs.

## Pour approfondir